# PlayStation Store
PlayStation Store (PS Store) — сервис цифровой дистрибуции компании Sony для пользователей консолей PlayStation 3, PlayStation 4, PlayStation 5, PlayStation Portable и PlayStation Vita. В магазине присутствует большой выбор разнообразного контента за деньги и бесплатно: полные версии игр, дополнения для игр, демо-версии игр, темы, ролики фильмов и игр. В сервис можно попасть через XMB с помощью меню PlayStation Network на PlayStation 3 и PlayStation Portable, при условии что консоль подключена к интернету. На PSP также доступ к магазину можно получить с помощью PS3 через удалённый доступ (Remote Play) или при помощи ПК программы Media Go. По состоянию на 24 сентября 2009 года, по всему миру было совершено более 600 миллионов загрузок через PlayStation Store.
Для оплаты в PlayStation Store можно использовать кредитные и дебетовые карты или карточки PlayStation Network. PlayStation Store обновляется раз в неделю (за некоторым исключением) цифровым контентом, таким как полные и демо-версии игр, игровые трейлеры, анонсы фильмов, обои XMB, XMB темы, фильмы и телевизионные шоу.

## История
Начиная с мая 2010 года компания Sony выпускает обновления для PlayStation Store не по четвергам, как это было раньше, а по вторникам, что связано со своеобразной борьбой компании с Microsoft и максимальным сближением дат релизов PlayStation Portable на UMD и в PlayStation Store.
В начале июля 2011 года появилась информация, что компания Sony готовит и тестирует редизайн PlayStation Store.
17 октября 2012 года внешний вид европейской версии магазина изменился. В США внешний вид магазина изменился 23 октября 2012 года. В новом дизайне стало легче находить нужный контент, изменённый интерфейс разделяет на главной странице по соответствующим категориям игры, фильмы и телепередачи. Поиск стал понимать аббревиатуры, то есть введя например в поиске букву «M» в выпадающем меню будут представлены все игры на букву «M», но стоит ввести например «MO», как список отсортирует контент с начальными буквами в названии «Mo» и так пока Вы не найдете интересующую Вас позицию.
В ноябре 2013 года в список поддерживаемых для оплаты покупок в PlayStation Store систем добавлен сервис PayPal.
Версия PlayStation Store для PlayStation 5 была выпущена 12 ноября 2020 года вместе с консолью.
9 марта 2022 года Sony объявила о приостановке работы PlayStation Store на территории РФ в ответ на российское вторжение на Украину.
В конце 2024 и начале 2025 года PlayStation Store и Nintendo eShop начали заполняться большим количеством shovelware-игр, созданных с использованием одних и тех же ассетов и сгенерированного искусственным интеллектом контентом и промо-материалами. Например, разработчик RandomSpin выпустил более 40 отдельных продуктов, многие из которых являются клонами популярных игр. После того, как IGN, Kotaku и другие игровые издания, а также сами игроки и отдельные разработчики обратили внимание на данную проблему, заметное количество таких игр пропало из PS Store. Как предполагает IGN, проблема не столько в использовании ИИ или недостатков правил платформ, сколько в продвижении таких игр самими сервисами. Так, Xbox заметно регулирует то, что попадается пользователю в их магазине. В Steam же эта заливка осталась практически незаметна для игроков, так как там и так постоянно имеются проблемы с качеством новых выпускаемых игр. PS Store в свою очередь не сортирует и, соответственно, продвигает подобные игры в некоторых разделах магазина, а eShop в принципе не сортирует новые релизы.